# Ума Дуєв
Ум(м)а Дуєв (чеч. Дуин Іума, Зумсой — 1878, Грозний) — чеченський воєначальник, мудир і наїб Імамата. Наїб Кіялала, інших прилеглих дагестанських сіл, а також Зумсоя, представник тайпу Зумсой, учасник Кавказької війни 1817—1864 рр.. Один із керівників повстань у Чечні 1860—1861 та 1877 років.

## Біографія
Народився в селі Зумсой, хутір Хілдієхарой. Після падіння Імамата в 1859, ховався в лісах і періодично влаштовував вилазки і продовжував боротьбу аж до кінця 1861 року. Двічі здійснював паломництво до Мекки. Подарована йому Шамілем шашка та печатка знаходилися в чеченському національному музеї, проте були втрачені внаслідок бойових дій у 1994 році.
Абдуррахман Казікумухський, син шейха Джамалуддіна, у своїх нарисах особливо відзначає деяких з наїбів:
|  | Наїбів, яких тут перерахував, я бачив на власні очі кілька разів і сам знав про їхнє становище... Серед цих наїбів були такі, які щиросердно були віддані імаму і заради справи не шкодували ні свого майна, ні себе поширюючи серед народу, підвладного їм, справедливість... Найсправедливішими наїбами в Чечні були: Шуайб, Сухаїб, Ахбердиль Мухаммед з Хунзаха, Талхік, Осман, Ума із Зунси. |

У листі до наїба Алдама імам Шаміль писав:
|               | …Я переконливо відрізав шматок землі одній людині. А ця людина – моя права рука, яка має в собі силу половину моєї армії – Умма Дуєв. Він походить із шляхетних людей по батькові та по матері. Відрізана місцевість зветься «Ганза» і межує течією води до Чантинських кордонів. А тому я дарую Умма Дуєву позначену землю, і щоб ніхто з довіреного тобі наїбства та мешканці Зумсоя не перешкоджали володіти йому землею. |
| — (1840-1844) | |

## Битви

### Повстання у Чечні. 1860—1861рр.
У середині травня 1860 р. почався неспокій серед мешканців верховин Аргуна. Грузинський князь Орбеліані, який тимчасово виконував обов'язки командувача Кавказької армії, доповідав до Петербурга:
«Ума Дуєв — обіймаючи посаду наїба при Імаматі, своєю хоробрістю, справедливістю і безкорисливістю встиг набути загальної поваги цілого народу, і за багатьма своїми якостями може стати головою народного повстання».
У 1860 році загін Байсангура та Солтамурада почали діяти в окрузі Ічкерії. У червні того ж року Ума Дуєв та Атабай Атаєв підняли Аргунську спільноту Зумсою. Поширюючись усе на захід, охоплюючи Шатойські і Чантійські спільноти, переходячи у верхів'я малочеченських річок Мартани, Гехи, потім підняло і Акінську спільноту поблизу Військово-Грузинської дороги. Вже у листопаді повстання набуло широкого розмаху. Протягом кількох місяців зі змінним успіхом тривав заколот. Ряд Аргунських та Акінських аулів були спалені, а їхні жителі заслані на рівнину. Полковник Туманов винищив більшість будинків зумсоєвської спільноти. Остання битва сталася біля Андійського хребта, де Ума намагався прорватися до Дагестану.
Після придушення повстання Ума Дуєв ховався зі своєю сім'єю у печері. В нарисах Абдуррахмана йдеться, що вони мало не загинули від спраги та голоду. Ума також втратив найближчого сподвижника і двоюрідного брата, на якого натрапило в лісі військо, його зуміли поранити, але через небажання здаватися було вбито. Начальник області вирішив виманити Уму методом репресій близьких. Відбувся арешт десятків родичів і тиск на жителів Аргунського округу, таким чином вони вже схопили Атабая Атаєва. 1861 15 грудня Ума Дуєв з'явився до Мирського до украплення Шатой, оголосивши про готовність до страти і прохаючи помилування невинних і тих, кого він залучив до збройного виступу. Пізніше був висланий до Смоленська.
Через 4 роки, на численні прохання зумсойців, був повернутий і обраний старійшиною селища. Дорогою додому також відвідав імама Шаміля в Калузі. До того ж, обласна адміністрація взяла в заручники молодшого семирічного сина Уми — Даду і відправила його до Росії.

### Повстання у Чечні та Дагестані. 1877—1878рр.

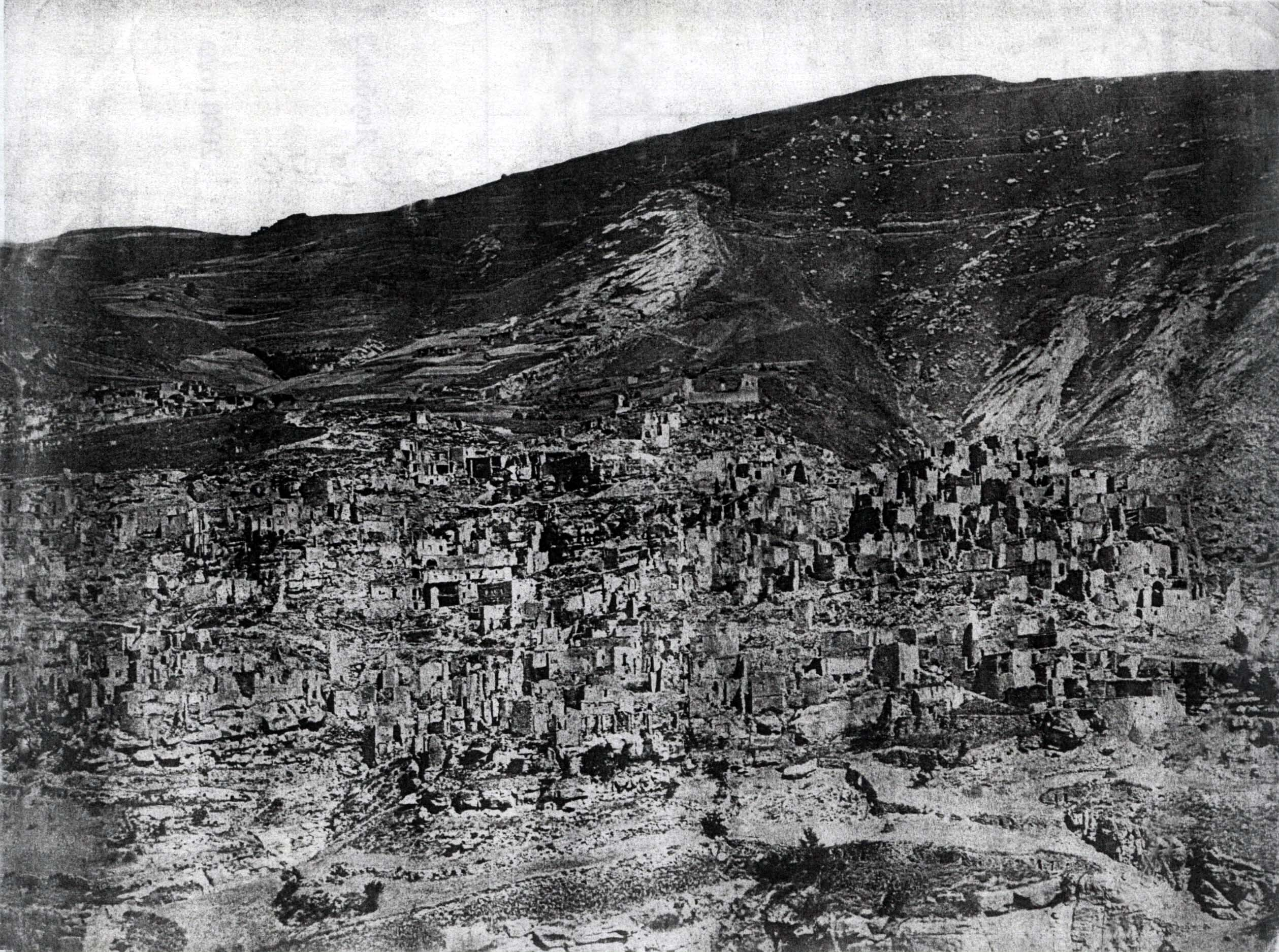
Фотографія Согратля після спалення

70-річний Ума-Хаджі Дуєв, який на вигляд викликав відчуття смиренного старця, під час свого паломництва до Мекки паралельно спілкувався з Газі-Магомедом для підтримки повстання. У квітні 1877 року обраний імамом Алібек-Хаджі Алдамов очолив антиросійське повстання, а Ума-Хаджі з'явився серед повстанців у Чеберлої. Після жорсткого придушення заколоту настало невелике затишшя. Потім Ума-Хаджі підняв повстання в іншому місці — в Зумсої. Почалася перестрілка з міліцією поручика Сервіанова, не зумівши стримати тиск Уми, був змушений просити допомоги у начальника області. Лохвицький виступив проти нього в Зумсі з 6 ротами піхоти, 100 козаками, мисливцями та артилерією. З боку Халі-Калі зайшов загін Степагова. Ума зумів відбитися, проте був поранений.
17—18 серпня Ума-Хаджі Дуєв із 300 повстанцями вирушив до аулів на річці Басс. 25—27 серпня зі своїми повстанцями брав участь у боях на річці Басс з загонами отамана Смекалова, у підпорядкуванні якого перебували 2 батальйони Куринського та Апшеронського піхотних полків, 3 сотні Сунженського козачого полку, 7 гірських гармат, іншська сотня, три сотні дагестанської кінної міліції і піша дружина. 28 серпня разом Лорса-Хаджі брав участь у боях у аула Елістанжі. 7 жовтня битва з Ума-Хаджі за два версти від Шароя.
З Ума-Хаджі знаходився його старший син Тутакай, молодший Дада був серед офіцерів, якого відправили до Уми, щоб умовити його скласти зброю, але потім і Дада перейшов на бік бунтівників, коли зрозумів, що батько з братом не збираються відступати. На початку жовтня в Чечні військо все ближче підбиралося до призвідників бунту. Повстання продовжилося вже в Дагестані, туди перебралися Алібек-Хаджі, Ума-Хаджі та їхні сподвижники. Ума-Хаджі бере участь у боях у аулів Гігатлі, Агвалі та Гоготль. Наприкінці повстанці сховалися у фортеці села Согратль.
«Ума показав себе справжнім царем — владикою під час боїв, людиною настільки надійною для учасників газовата, немов він — справжнісінький замок; особистістю, що має тверду руку в битвах і війнах».— Хроніст Абдуразак Согратлінський. XIX століття

## Полон і страта

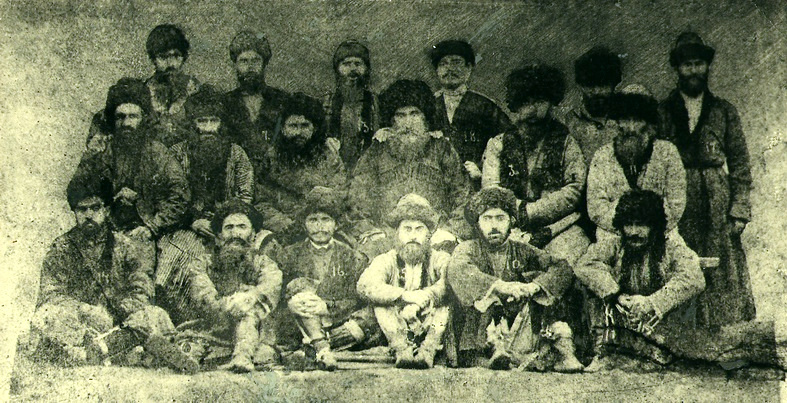
Фотографія, зроблена у фортеці Грозна після вироку, зачитаного військово-польовим судом у грудні 1877 року. У центрі — Ума-Хаджі, праворуч від нього — Алібек-Хаджі.

Під час штурму фортеці був сильно поранений у плече Ума-Хаджі, а також його син Тутакай, який згодом загине. Після повторного штурму, 3 листопада о 8 годині ранку співгратлінські старшини прибули до росіян з оголошенням покірності. Вони схопили і видали російським своїх ватажків: Мухаммада-Хаджі Согратлінського, його батька шейха Абдурахмана-Хаджі, Абдул-Меджіда Кумухського, Аббас-пашу, Умма-Хаджі Дуєва, Даду Умаєва, Даду Залмаєва.

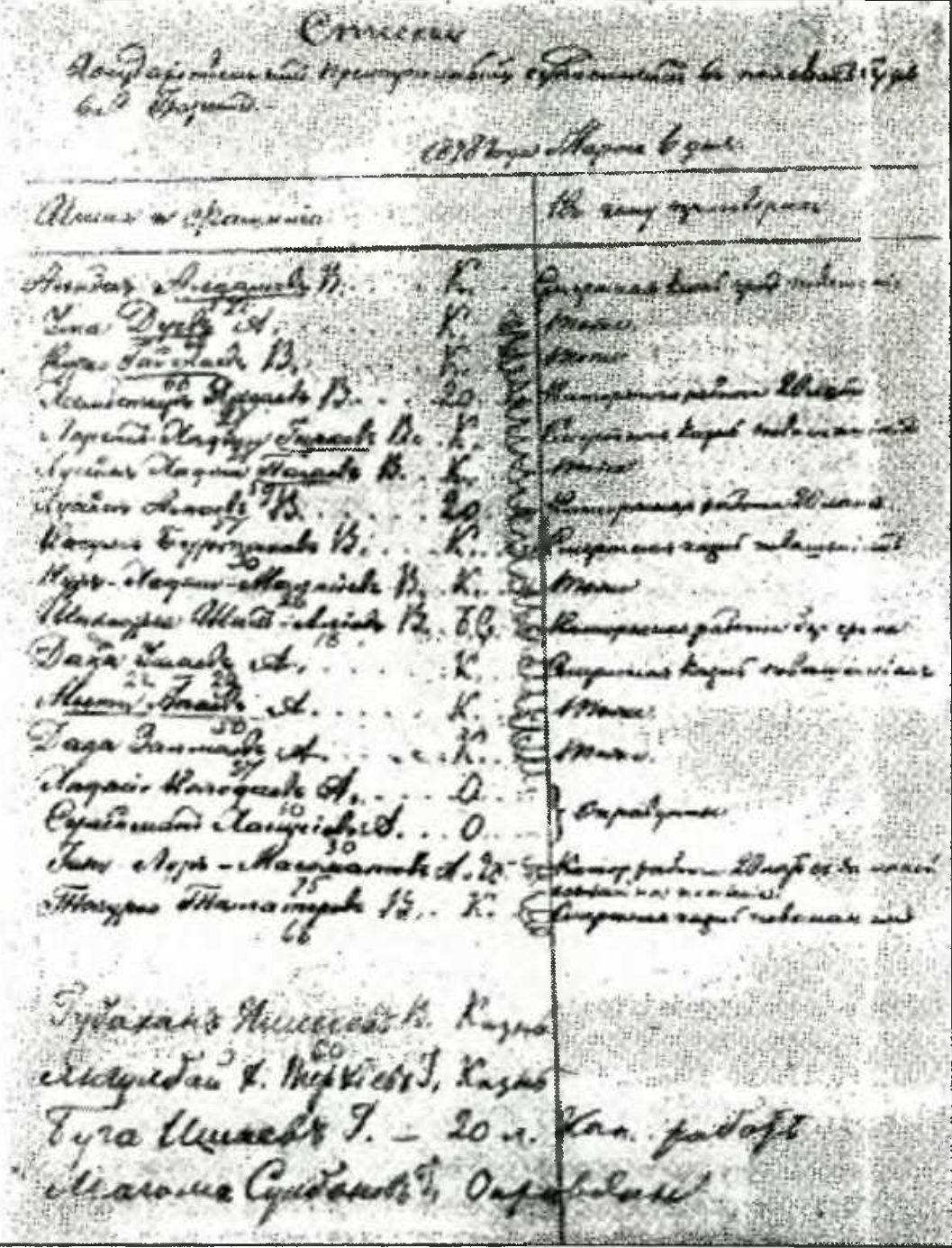
Список учасників повстання, засуджених до страти та каторги

4—6 березня 1878 року у Грозному відбувся військово-польовий суд. До смертної кари через повішення засуджено 12 з 17 осіб: імам Алібек-Хаджі Алдамов з Сімсіра, Нурхаді та Косум з Чечель-Хі, Хусейн-Хаджі з Айті-Мохка, Газурко з Турти-Хутор, Губа-хан з Гуні, Курко -Ведено, Лорса-Хаджі з Махкети, Мітта і Дада Залмаєв з Чеберлоя, Умма-Хаджі Дуєв із Зумсоя та його син Дада.